# 気になること。
飯野賢治とヨシナガの、気になること。は、クリエイター・飯野賢治と、「サラリーマンクリエイター」のヨシナガが主催するトークライブ。

## 概要
2008年4月から開催されているイベント。約半年おきで年に2回開催されている。
すべての公演は新宿のロフトプラスワンが会場となっている。
イベントのコンセプトは「 飯野賢治とヨシナガが、気になるモノ、コト、ヒト、アレやコレを題材にトークする。誰でも安心して笑えるネタいっぱいの3時間！」。
コンセプトの通り、内容は年齢・性別・予備知識を問わず幅広い層をターゲットにしたコメディ色の強いトークイベントとなっている。
トークは、主催両名がスライドを持ち寄り、交互にお互いが「気になること」を画像やテキスト・動画を交え紹介する形式で進行する。
途中「気になるゲスト」を交え、両名にとっての“旬な話題”に関してトークするコーナーも毎回開催されている。
2011年4月現在まで、開催された6公演は全てチケットがソールド・アウトとなっており、「ソールド・アウトにならなかったらイベントを辞めます。」と宣言している。

## イベントの特徴
- お笑いイベントとしての側面が強い一方、主催両名の性格も影響し、死生観などの哲学的な内容に帰結することも多く、コアなファンを掴む要因になっている。（参加者からはお笑いと哲学の中間のようなイベント、という表現もされている。）
- イベント自体は進行台本や打ち合わせを用意せず、お互いのネタもすりあわせない「ぶっつけ本番」な内容になっており、かなりラフな体裁で進行する。
- 第4回からついているサブタイトルは、会場内の意見やノリで決められることが多く、意味不明なものになっている。
- 「これ、絶対言わないで下さいね」という前置きで、両名が「インターネット上には絶対書けないオフレコな話」をはじめることも多い。
- 会場内でニンテンドーDSのピクトチャットやTwitterの使用を推奨し、見知らぬ来場者同士がコミュニケーションを取れるような施策を積極的に取り入れている。
- マスコットキャラクターとして「キニマルちゃん」が制作されたこともあるが、回が進むにつれ、存在が薄れていった。
- イベント内で行われたゲームの結果、名前の記載順が入れ替わり「ヨシナガと飯野賢治の、気になること。」というタイトルになったことがある。その後「ヨシナガが飯野を気遣って」という体で、飯野が先となるイベント名に戻された。
- ヨシナガは開演ギリギリまで使用するスライドを作成しており、オープニングトークで「今までネタ作ってたんですけど」と発言することが恒例となっている。
- 毎回、缶バッヂやエコバッグなどオリジナルの入場者プレゼントが用意されている。

## 打ち上げ
第4回の開催からは「気になること。打ち上げ」と称し、オールナイトの付属イベントも行われている。
「打ち上げ」という呼称にふさわしく、本編に比べ、よりラフに、より壇上と客席の距離感が近く進行される。
オールナイトということもあり「眠い人は自由に寝ても良い」という趣旨のもと開催される。実際、深夜になるにつれ会場の睡眠率は高くなる。
自身の幼少期の出来事や、価値観を形成するきっかけになった出来事など、両氏の人生観について赤裸々に語られることも多く、飯野は「本編よりもこっち（打ち上げ）のほうが楽しみ」と語ることが多い。

## これまでの公演
|                | 開催日         | タイトル                                                                                        | ゲスト |
| -------------- | -------------- | ----------------------------------------------------------------------------------------------- | --- |
| 第1回          | 2008年4月12日  | 飯野賢治とヨシナガの「気になること。」                                                          | 飯野賢治さんの実子 |
| 第2回          | 2008年11月2日  | 飯野賢治とヨシナガの「気になること。2」                                                         | ラクガキ王国クリエーター sin、HII                                                                                               |
| 第3回          | 2009年5月9日   | ヨシナガと飯野賢治の「気になること。3」                                                         | 活弁士 坂本頼光 |
| 第4回          | 2009年11月7日  | 飯野賢治とヨシナガの「気になること。4」 〜光という影を求めて〜                                  | ケツダンポトフ そらの フジフィルム・世界初の3Dカメラ開発者 藤本真一 講談社ファウスト編集長 太田克史 アフタヌーン編集部 松下友一 |
| 第5回          | 2010年5月1日   | 飯野賢治とヨシナガの「気になること。5」 〜気まぐれシェふ ヤムチャの天下り〜                     | 円谷プロのエイプリルフール企画仕掛け人 円谷洋平、吉村尚志                                                                       |
| 第6回          | 2010年11月20日 | 飯野賢治とヨシナガの「気になること。6」 〜ヨシナガ、ブラックさぬきうどんン人生〜                | ニコニコ動画からデビューした音楽プロデューサー high_note スクウェア・エニックス プロデューサー 丹沢悠一                         |
| 第7回 （予定） | 2011年5月7日   | 飯野賢治とヨシナガの「気になること。7」 <title>野村 佐のぉ誕生日アジャ村 少女時代 ../ π</title> | 日本テレビ編成局 エグゼクティブ・ディレクター 土屋敏男 ミュージシャン RYO the SKYWALKER                                         |